# Eleccions legislatives noruegues de 2013
Les eleccions legislatives noruegues de 2013 van tenir lloc el 8 i 9 de setembre de 2013 a Noruega per a renovar els 169 membres de l'Storting, el parlament unicameral del país.

## Sistema electoral
Els candidats van ser elegits entre llistes de partits en cadascun dels 19 comtats. 150 dels escons s'escollien per representació proporcional amb el mètode de Sainte-Laguë a nivell de comtat. Els 19 escons restants eren per compensar les desproporcions entre els resultats a nivell nacional i l'assignació d'escons a nivell de circumscripció, i només s'adjudicaven als partits amb més del 4% de vots en situació desfavorable.

## Candidatures
Els partits noruecs es van alinear en dos blocs:
- La coalició roig-verda, corresponent al govern sortint d'esquerres, formada pel Partit Laborista, Partit de Centre, Partit Socialista d'Esquerra i Partit Roig.
- El bloc conservador, format pel Partit Conservador, Partit del Progrés, Partit Liberal i Partit Democristià.

## Resultats
|                                                 | Partit Laborista             | 874.769   | 30,8  | −4,5 | 55 / 169 | 9  | 32,5  |  |  |
|                                                 | Partit Conservador           | 760.232   | 26,8  | +9,6 | 48 / 169 | 18 | 28,4  |  |  |
|                                                 | Partit del Progrés           | 463.560   | 16,3  | −6,6 | 29 / 169 | 12 | 17,2  |  |  |
|                                                 | Partit Democristià           | 158.475   | 5,6   | 0,0  | 10 / 169 | =  | 5,9   |  |  |
|                                                 | Partit de Centre             | 155.357   | 5,5   | −0,7 | 10 / 169 | 1  | 5,9   |  |  |
|                                                 | Partit Liberal               | 148.275   | 5,2   | +1,4 | 9 / 169  | 7  | 5,3   |  |  |
|                                                 | Partit Socialista d'Esquerra | 116.021   | 4,1   | −2,1 | 7 / 169  | 4  | 4,1   |  |  |
|                                                 | Partit Verd                  | 79.152    | 2,8   | +2,4 | 1 / 169  | 1  | 0,6   |  |  |
|                                                 |                              |           |       |      |          |    |       |  |  |
|                                                 | Partit Roig                  | 30.751    | 1,1   | −0,3 | 0        | 0  |       |  |  |
|                                                 | Els Cristians                | 17.731    | 0,6   | +0,6 | 0        | 0  |       |  |  |
|                                                 | Partit dels Pensionistes     | 11.865    | 0,4   | 0,0  | 0        | 0  |       |  |  |
|                                                 | Partit Pirata                | 9.869     | 0,3   | +0,3 | 0        | 0  |       |  |  |
|                                                 | Partit Costaner              | 3.311     | 0,1   | −0,1 | 0        | 0  |       |  |  |
|                                                 | Demokratene                  | 2.214     | 0,1   | +0,1 | 0        | 0  |       |  |  |
|                                                 | Partit d'Unitat Cristiana    | 1.722     | 0,1   | −0,1 | 0        | 0  |       |  |  |
|                                                 | Partit Popular Liberal       | 909       | 0,0   | 0,0  | 0        | 0  |       |  |  |
|                                                 | Partit Comunista             | 611       | 0,0   | 0,0  | 0        | 0  |       |  |  |
|                                                 | Hospital a Alta              | 467       | 0,0   | 0,0  | 0        | 0  |       |  |  |
|                                                 | Partit de la Societat        | 295       | 0,0   | 0,0  | 0        | 0  |       |  |  |
|                                                 | LoVeSe                       | 268       | 0,0   | 0,0  | 0        | 0  |       |  |  |
|                                                 | Poder Popular                | 175       | 0,0   | 0,0  | 0        | 0  |       |  |  |
|                                                 |                              |           |       |      |          |    |       |  |  |
|                                                 | Coalició de centre-dreta     | 1.530.542 | 54,0  | +4,4 | 96       | 13 | 56,8  |  |  |
|                                                 | Coalició de roig-verda       | 1.146.147 | 40,4  | −7,3 | 72       | 14 | 42,6  |  |  |
|                                                 |                              |           |       |      |          |    |       |  |  |
| Total                                           | Total                        | 2.836.029 | 100,0 | –    | 169      | –  | 100,0 |  |  |
|                                                 | Vots en blanc                | 12.874    | 0,5   | +0,1 |          |    |       |  |  |
|                                                 | Vots nuls                    | 3.255     | 0,1   | 0,0  |          |    |       |  |  |
| Participació                                    | Participació                 | 2.851.014 | 78,3  | +1,9 |          |    |       |  |  |
| Cens                                            | Cens                         | 3.641.753 |       |      |          |    |       |  |  |
| Font: KRD Arxivat 2017-09-09 a Wayback Machine. |                              |           |       |      |          |    |       |  |  |

## Conseqüències
Els resultats electorals van donar via lliure a un canvi de govern després de dotze anys, ja que el bloc conservador de Partit Conservador, Partit del Progrés, Partit Liberal i Partit Democristià va obtenir més de la meitat dels vots i dels escons, malgrat que el Partit Laborista continuessin com a partit més votat. El Partit Conservador també va superar en vots al Partit del Progrés, situant-lo com al principal partit de dretes. D'altra banda, el Partit Ecologista va aconseguir entrar per primera vegada al Parlament, desalineant-se de qualsevol dels dos blocs.
Erna Solberg fou nomenada Primera Ministra de Noruega en un govern de coalició en minoria del Partit Conservador amb el Partit del Progrés.